# John Chandler (senator)
John Chandler, född 1 februari 1762 i Epping, New Hampshire, död 25 september 1841 i Augusta, Maine, var en amerikansk politiker. Han representerade delstaten Massachusetts 17:e distrikt i USA:s representanthus 1805–1809. Han representerade Maine i USA:s senat 1820–1829.
Chandler deltog i amerikanska revolutionskriget och flyttade till den norra delen av Massachusetts som är nuvarande Maine. Han hade ett jordbruk och arbetade som smed.
Demokrat-republikanen Chandler blev invald i representanthuset i kongressvalet 1804. Han omvaldes två år senare. Han efterträddes 1809 som kongressledamot av Barzillai Gannett.
Maine blev 1820 USA:s 23:e delstat och till de två första senatorerna valdes Chandler och John Holmes. Chandler representerade först demokrat-republikanerna i senaten, var sedan anhängare av William H. Crawford och därefter anhängare av Andrew Jackson som grundade Demokratiska partiet. Chandler efterträddes 1829 som senator av Peleg Sprague.
Chandler avled 1841 och gravsattes på Mount Pleasant Cemetery i Augusta.